# Stanisław Fijałkowski (architekt)

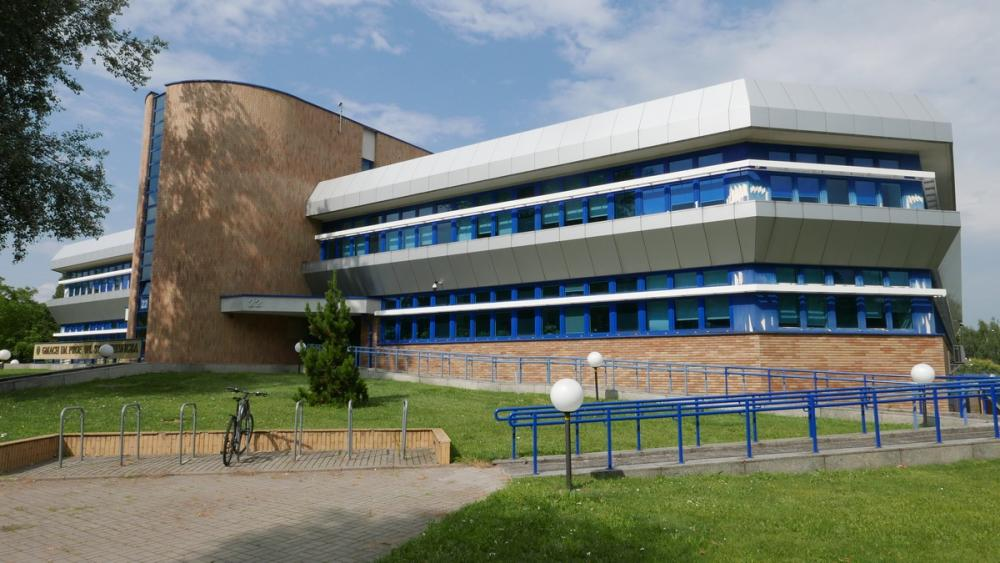
Budynek SGGW w Warszawie

Stanisław Fijałkowski (ur. 11 lutego 1934 w Osinach koło Mińska Mazowieckiego, zm. 13 września 2022 w Warszawie) – polski architekt. 
Twórca m.in. gmachu Biblioteki Narodowej w Warszawie i Collegium KUL, a także ponad 40 szkół podstawowych, kilkunastu kościołów oraz wielu ambasad i konsulatów RP oraz innych siedzib instytucji użytku publicznego, absolwent oraz wykładowca Politechniki Warszawskiej.

## Życiorys
Ukończył z wyróżnieniem studia na Wydziale Architektury Politechniki Warszawskiej (1959). Od 1958 do 1961 projektant w Zakładzie Projektowania Zespołów Mieszkaniowych PW, równolegle po wygraniu przez zespół konkursu na projekt dzielnicy mieszkaniowej „Kalinowszczyzna” w Lublinie w 1959 rozpoczął pracę jako st. projektant w wydzielonej pracowni „Miastoprojektu-Lublin” w Warszawie. W 1963 roku, mając 29 lat, wygrał konkurs na projekt zespołu budynków Biblioteki Narodowej w Warszawie. W 1964 w „Miastoprojekcie-Stolica Północ” rozpoczął realizację projektu BN. Nie mógł wtedy przypuszczać, że jego realizacja będzie trwała kolejnych kilkadziesiąt lat. Budowa rozległego obiektu na Polu Mokotowskim rozpoczęła się w latach 70., przerywana była z najróżniejszych powodów. Pierwsze zbiory zaczęto zwozić do budynku pod koniec lat 80., wykańczanie wnętrz trwało jeszcze kolejną dekadę. Mimo że powstanie gmachu trwało tak długo, jej architekt przez cały ten czas brał udział w tym procesie. W 2014 roku właśnie w budynku Biblioteki Narodowej odbyła się monograficzna wystawa poświęcona architektowi, tak rekordowo długo związanemu z obiektem – pisała „Sztuka Architektury”.
Z biurem, w którym stworzył koncept BN jako niespełna 30-latek, później funkcjonującym jako BPBO „Budopol” SA był związany do końca kariery zawodowej w 2015 roku. Pracując w BPBO jako gł. projektant (od 1970), a następnie – generalny projektant (od 1983) wyspecjalizował się w architekturze użyteczności publicznej, tworząc innowacyjne projekty budynków m.in. dla uczelni, instytucji państwowych i religijnych, o łącznej kubaturze czterech milionów metrów sześciennych.
Był uznawany za jednego z najlepszych polskich architektów drugiej połowy XX wieku, wygrywając łącznie w kilkudziesięciu konkursach urbanistyczno-architektonicznych. Słynął z szerokiego spojrzenia i wizji, dzięki której potrafił nadać znamiona spójności olbrzymim, nierzadko chaotycznym przestrzeniom np. uczelnianym. Tak było w przypadku m.in. SGGW: W 1997 roku Stanisław Fijałkowski wygrał konkurs na projekt kampusu Szkoły Głównej Gospodarstwa Wiejskiego w Warszawie. Mimo że na terenie uczelni stało już kilka budynków zbudowanych wcześniej, dopiero w latach 90. przestrzeń SGGW zaczęła nabierać spójnego wyglądu, za sprawą koncepcji Fijałkowskiego właśnie i jego pomysłu na dość charakterystyczny wygląd poszczególnych nowo wznoszonych obiektów szkolnych.
Od 1960 członek Stowarzyszenia Architektów Polskich, od 1974 – rzeczoznawca SARP.
Pochowany na cmentarzu Bródnowskim w Warszawie (sektor F15).

## Życie prywatne

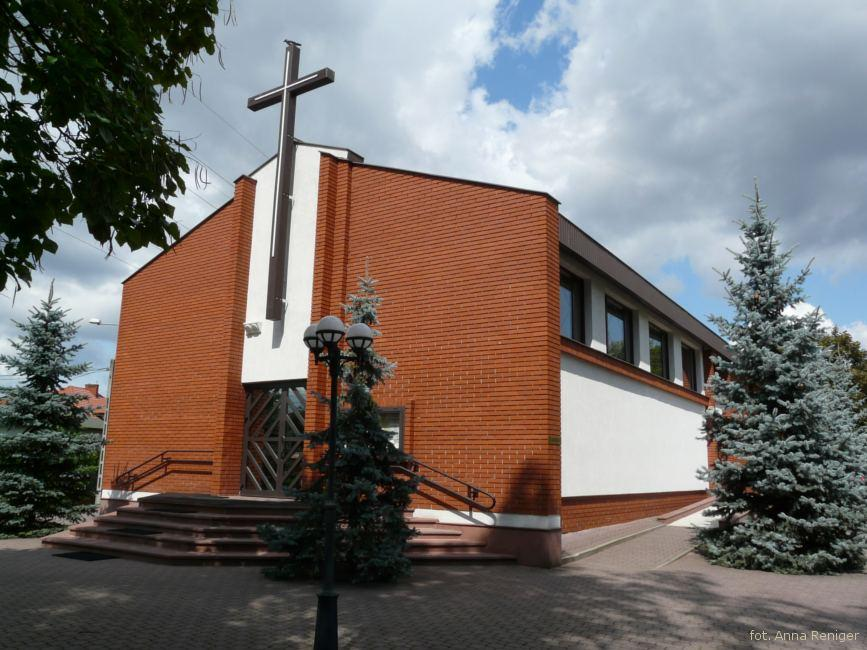
Kościół św. Grzegorza Wielkiego w Warszawie

Był żonaty, miał córkę oraz wnuka.

## Nagrody, nominacje i odznaczenia
- Krzyż Oficerski (2001),
- Srebrny Krzyż Zasługi (1973),
- Zasłużony dla Budownictwa i Przemysłu Materiałów Budowlanych (1974),
- Zasłużony dla Lubelszczyzny (1979),
- Zasłużony dla Warszawy (1980),
- Zasłużony dla Kultury (1985)

## Ważniejsze prace

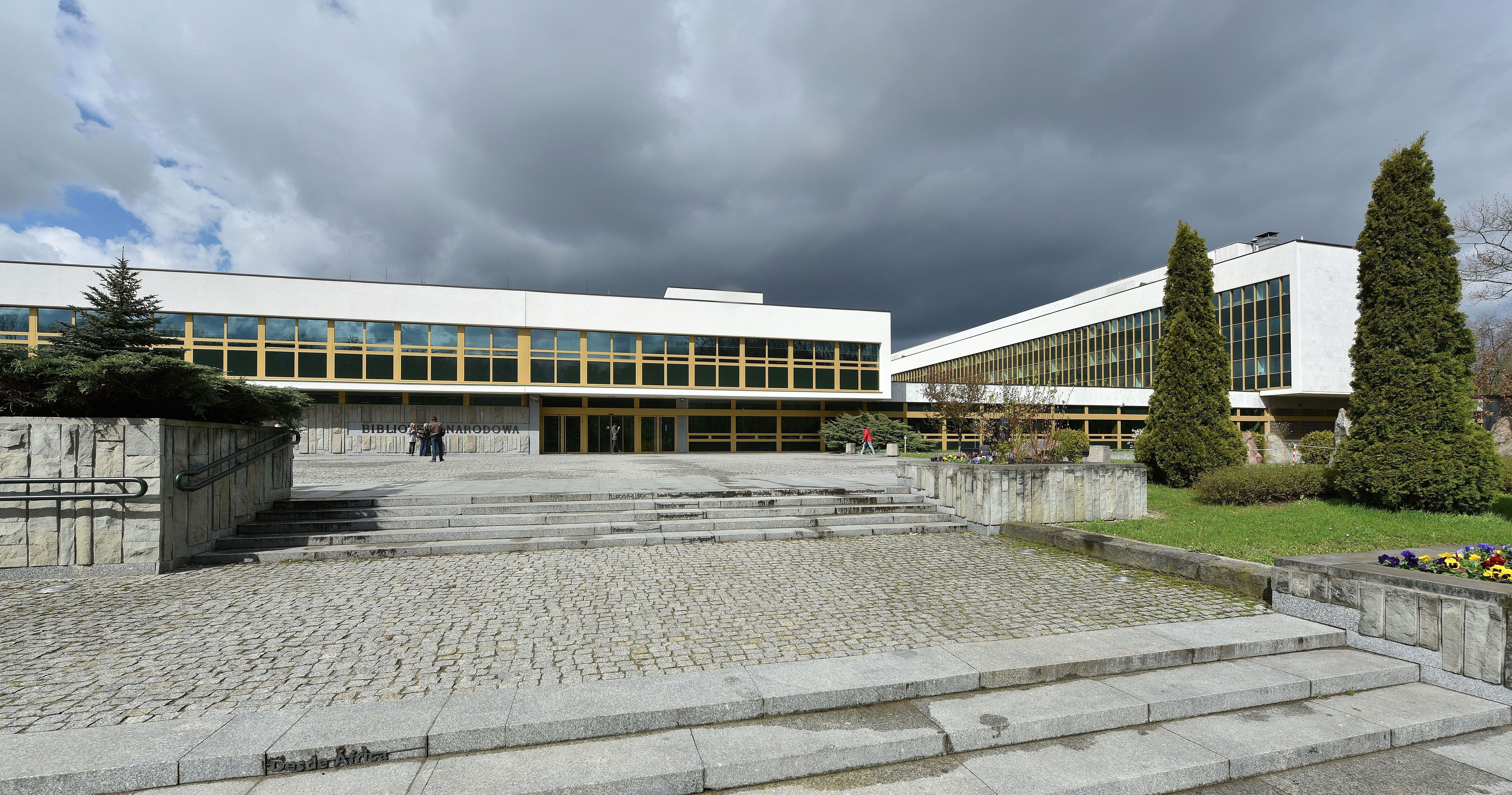
Biblioteka Narodowa w Warszawie

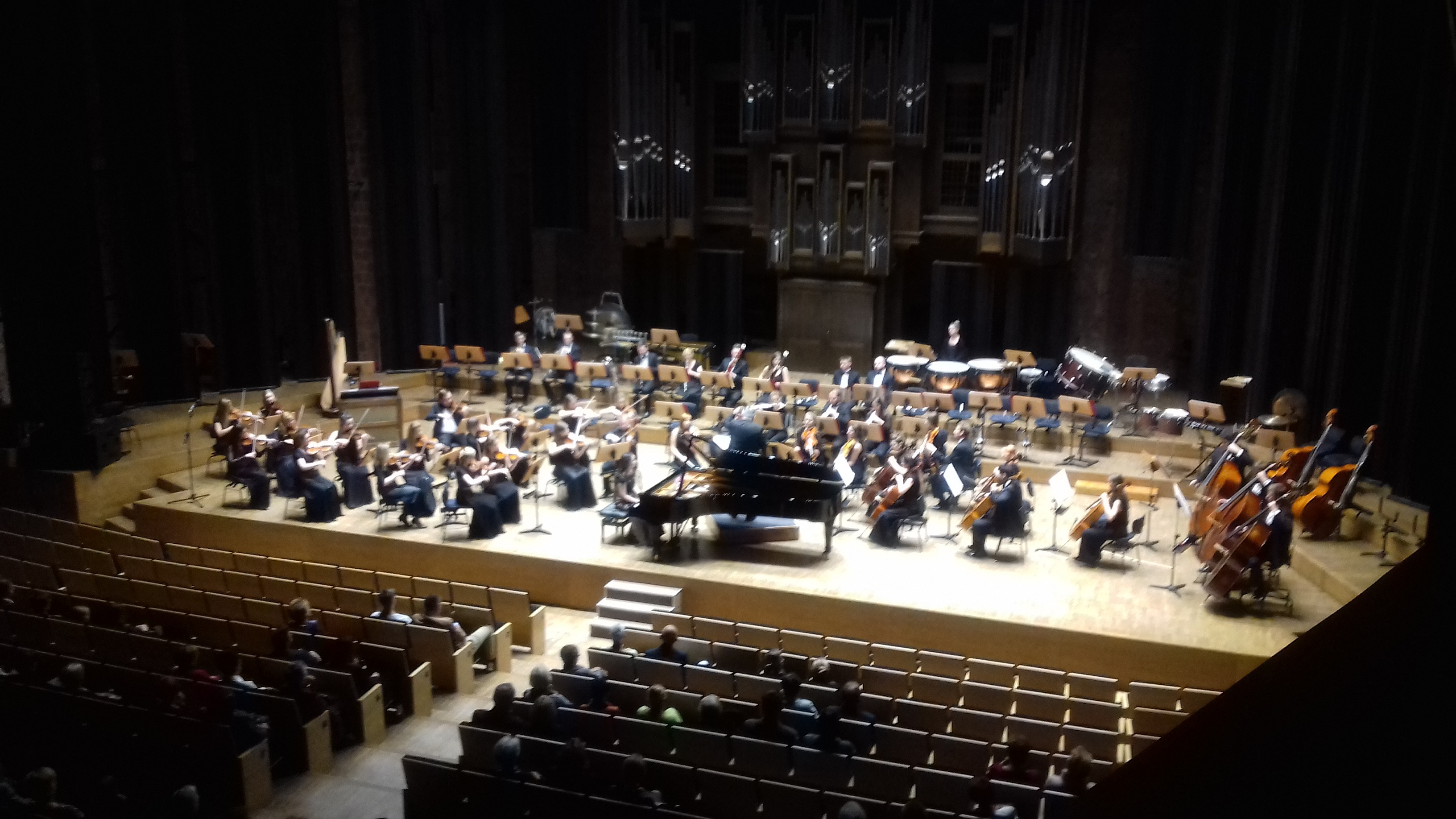
Filharmonia im. Henryka Wieniawskiego w Lublinie

- Gmach Biblioteki Narodowej w Warszawie
- Collegium Katolickiego Uniwersytetu Lubelskiego Jana Pawła II
- Rektorat, Wydział Prawa, Wydział Ekonomii, Biblioteka, Centrum Kultury i Języka Polskiego Wydziału Humanistycznego Uniwersytetu Marii Curie-Skłodowskiej w Lublinie
- Osiedle „Zwycięzców” na Saskiej Kępie w Warszawie
- Budynki dydaktyczne na kampusie głównym Szkoły Głównej Gospodarstwa Wiejskiego w Warszawie
- Teatr Muzyczny oraz Filharmonia im. Henryka Wieniawskiego w Lublinie
- Centrum Kulturalno-Administracyjne Polski w Algierze (współautor)
- Kościół św. Józefa w Lublinie
- Dzielnica Nadmorska w Świnoujściu
- Ambasady i Konsulaty Rzeczypospolitej Polski m.in. w Kairze, Wilnie, Atenach, Monachium, Barcelonie